# Autoroute espagnole BU-30
La BU-30 aussi appelée Circunvalación de Burgos (Rocade de Burgos) est une voie circulaire aux caractéristiques autoroutières, qui dessert toutes les agglomérations de Burgos et aiguille les usagers de passage vers les grands axes en direction de Valladolid, Salamanque, Vitoria-Gasteiz, Leon, Santander et Madrid.
Elle a une longueur de 35km depuis que la rocade a été bouclée au niveau de la zone industrielle de Villalonquéjar en décembre 2016.
Voir le tracé de la BU-30 sur GoogleMaps

## Généralités
La BU-30 comporte le plus souvent un minimum de deux voies de circulation dans chaque sens. C'est de là que partent la plupart des autoroutes reliées au réseau espagnol à destinations des différents points cardinaux du pays :
- A-1 : Burgos - Madrid
- AP-1 : Burgos - Saint-Sébastien ( AP-8 ) - France
- A-62 : Burgos - Valladolid - Salamanque - Portugal
- A-73 : Burgos - Santander (en construction)
- A-231 : Burgos - León - Galice - Asturies

Si la rocade a été réalisée pour désengorger le trafic urbain, elle trouve son utilité dans le contournement de l'agglomération pour les véhicules en transit, Burgos étant traditonnellement un point névralgique du réseau routier espagnol. La traversée est-ouest de la ville peut désormais se réaliser dans la portion nord depuis décembre 2016 alors qu'elle ne pouvait se faire que dans la section sud dans l'axe  AP-1  - A-62

## Sections
La Rocade BU-30 est divisée en plusieurs sections, toutes en service
| Nom   | Section                                                    | État (2008) | Longueur (km) | Capacité | Rocade       |
| ----- | ---------------------------------------------------------- | ----------- | ------------- | -------- | ------------ |
| BU-30 | Villagonzalo Pedernales A-62 - Cardeñajimeno AP-1          | En service  | 12 km         |          | Rocade Sud   |
| BU-30 | Cardeñajimeno AP-1 - Villafría de Burgos A-1               | En service  | 4 km          |          | Rocade Est   |
| BU-30 | Villafría de Burgos A-1 - Villalbilla de Burgos A-231      | En service  | 16 km         |          | Rocade Nord  |
| BU-30 | Villagonzalo Pedernales A-62 - Villalbilla de Burgos A-231 | En service  | 5 km          |          | Rocade Ouest |

## Tracé
- Secteur sud : entre l'A-62 (Valladolid) et l' AP-1  (Vitoria-Gasteiz)
  - Elle débute à l'ouest de la ville à l'intersection entre l'A-62 (Burgos - Portugal) et l'A-231 (Burgos - León) à hauteur de Villagonzalo Pedernales.
  - Elle croise 4 kilomètres plus loin l'A-1 et la  BU-11  afin de rejoindre le centre de Burgos depuis Madrid.
  - La BU-30 continue à desservir le sud de l'agglomération avant de bifurquer avec l' AP-1  à Cardeñajimeno.
- Secteur est : entre l' AP-1  (Vitoria-Gasteiz) et la future A-73 (Santander) :
  - À partir de là, la rocade dessert l'est de Burgos, l'aéroport, la gare ferroviaire de Burgos Rose de Lime et les zones industrielles jusqu'à Villafría de Burgos.
- Secteur nord : entre la future A-73 (Santander) et l'A-231 (León) :
  - Elle relie l'A-1/ A-73 à Villafría de Burgos et l'A-231 à Villalbilla de Burgos en desservant toute la zone nord de l'agglomération, notamment la zone industrielle de Villalonquéjar.
- Secteur ouest : entre l'A-231 (León) et l'A-62 (Valladolid) :
  - Enfin, sur sa partie ouest, la rocade partage un tronçon commun avec l'A-231 pour se relier à la section sud de la rocade et à l'A-62.

## Sorties
Départ de Quintanadueñas au nord de Burgos dans le sens des aiguilles d'une montre
| Numéro de la sortie | Nom de la sortie                                                                                            | Bifurcation |
| ------------------- | --- | ----------- |
| Rocade Nord         | Quintanadueñas                                                                                              | BU-30       |
| 10 · Rocade Nord    | Quintanadueñas - Zone Industrielle Villalonquejar                                                           |             |
| 09 · Rocade Nord    | Burgos Nord - Burgos-Avenida de Cantabria Aguilar de CampooA-73 - Santander                                 | N-623 N-627 |
| Rocade Nord         | Aguilar de Campoo - Santander                                                                               | A-73        |
| Rocade Nord         | Rubena - Miranda de Ebro Vitoria-Gasteiz AP-1                                                               | A-1         |
| 08 · Rocade Est     | Burgos Est - Burgos-Calle de Vitoria Zone Industrielle Gamonal-Villímar - Aéroport de Burgos                | N-I         |
| 07 · Rocade Est     | Zone Industrielle Gamonal-Villímar                                                                          |             |
| 01 · Rocade Est     | Burgos Centre - Burgos-Avenida de la Constitución Española Zone Industrielle Gamonal-Villímar - LogroñoA-12 | N-120       |
| Rocade Sud          | Miranda de Ebro - Vitoria-Gasteiz - Bilbao                                                                  | AP-1        |
| 02 · Rocade Sud     | Burgos Centre - Cortes                                                                                      |             |
| 03 · Rocade Sud     | Burgos Centre - Burgos-Calle de Madrid - Burgos-Plaza del Rey Madrid - Aranda de Duero                      | BU-11 A-1   |
| 04 · Rocade Sud     | Villagonzalo Pedernales - Burgos-Carretera de Los Arcos                                                     |             |
| Rocade Sud          | Valladolid - Salamanque - Portugal                                                                          | A-62        |
| 05 · Rocade Ouest   | Burgos Ouest - Villalbilla de Burgos                                                                        | N-620a      |
| Rocade Ouest        | León | A-231       |
| Rocade Nord         | Villalbilla de Burgos - Quintanadueñas                                                                      | BU-30       |

## Référence
- Nomenclature